# Nicola Stilo
Nicola Stilo (1956) è un flautista e chitarrista italiano.

## Biografia
Conosciuto maggiormente per aver collaborato con il trombettista jazz Chet Baker, Nicola Stilo è uno dei primi flautisti in Italia ad essersi dedicato esclusivamente al jazz. Ha suonato con molti dei nomi del jazz internazionale come: Toninho Horta, Roland Kirk, Philip Catherine, Chet Baker, Danilo Rea, Furio Di Castri, Tullio de Piscopo, Massimo Urbani, Rita Marcotulli, Stefano di Battista, Luca Flores, Enrico Pieranunzi, Roberto Gatto, ed anche con cantanti quali Gianni Morandi, Nicola Conte.

## Discografia (parziale)
- Flute Connection', 1994
- Errate Corrige, 1995
- Duets (con Horta), 1999
- Vira Vida (con Horta)
- Immagini

con Chet Baker (parziale):
- At Capolinea, Red Distr., 1983
- At Le Dreher (opnames 1980), Westwind Records, 2002
- Chet Lives!
- Other directions
- Chet Baker Sings and Plays from the Film «Let's Get Lost»
- Chet on Poetry , Novus Records, 1988